# Баллада
Балла́да (пров. balada, от ballar плясать) — многозначный литературный и музыкальный термин. Основные значения:
1. Средневековая поэтическая и текстомузыкальная форма, была распространена во Франции в XIV — 1-й половине XV вв.;
2. Лиро-эпический жанр англо-шотландской народной поэзии XIV—XVI вв.;
3. Поэтический и музыкальный жанр в XVIII и XIX вв., популярный у романтиков и их позднейших последователей.

## Провансальские прототипы
Слово «баллада» (balada, также в уменьшительной форме — baladeta) применительно к поэзии впервые регистрируется в рукописях с провансальскими стихами XIII в. Судя по немногим (шести) сохранившимся образцам, слово употреблялось описательно (как синоним «танцевальной песни»). Какой-либо особенной формальной структуры и закрепленной семантики жанра в провансальской «балладе» не было.

## Средние века
В Средние века словом «баллада» (фр. balade, ballade) называлась стихотворная (так называемая твёрдая) и текстомузыкальная форма, жанр куртуазной лирической поэзии и музыки. Возникла во Франции в конце XIII века; к числу первых авторских образцов жанра относятся одноголосные баллады Жанно де Лекюреля (около 1300 года).
Стихотворная форма включающая три строфы на одинаковые рифмы (ababbcc для семистрочной, ababccdd для восьмистрочной, ababbccdcd для десятистрочной строфы; возможны и другие схемы рифмовки) с рефреном в конце строфы. Музыкальная форма разбивает каждую строфу текста на три части: AAB. Иногда вторая половины строфы повторяется (AABB). Классические образцы жанра XIV в. оставил Гийом де Машо — автор 200 баллад, из которых 42 он положил на музыку (наиболее знаменита De toutes flours — «Из всех цветов»). Многоголосные баллады Машо — профессиональные сочинения любовно-лирического жанра, без каких-либо элементов танцевальности (несмотря на название). Особенно сложны для восприятия его политекстовые баллады (несколько текстов распеваются одновременно), написанные по аналогии с политекстовыми мотетами. Одна из баллад Машо написана на два текста (такие баллады называют «двойными»), две — на три текста («тройные» баллады). В дальнейшем политекстовые баллады практически не встречаются.
В лирике галисийско-португальских трубадуров этот жанр использовался редко, и его лучший образец представлен песней Айраса Нунеса Bailemos nós já todas três, ai amigas.
В классической балладе число стихов в строфе варьировалось от 7 до 10. В XV веке видно тяготение к квадратной строфе: восемь восьмисложников или десять десятисложников. С конца XIV века (например, в балладах Эсташа Дешана) обычно завершается полустрофой-«посылкой», которая, как правило, начинается со слова «Prince» (или «Princesse»), восходящего к этикетному титулу «Пюи» поэтических состязаний XIII века, но может приобретать различный смысл в зависимости от обстоятельств. В «двойной балладе» та же схема развертывается в шести строфах. В силу своей относительной длины баллада может включать любые описательные и дидактические амплификации.
Известный автор поэтических баллад (стихи не предназначены для распевания) — Кристина Пизанская, автор «Книги ста баллад» (Le Livre des cent ballades, ок. 1399); по другой версии, около 1390 года эту книгу составили стихотворцы из окружения Людовика Орлеанского, на основе первого сборника Сенешаля Жана д’Э. Последним крупным автором (поэтической) средневековой баллады, существенно расширившим тематику этой формы, был Франсуа Вийон.

## Баллада в Новое время

### Британия
В Англии баллада известна издавна. В XIX веке находили основания предполагать, что баллада принесена норманскими завоевателями, завоевавшими Англию в XI веке, а здесь получила только колорит мрачной таинственности. Сама природа Великобритании, в особенности в Шотландии, внушала бардам этих стран настроение, сказывавшееся в изображении кровавых битв и ужасных бурь. Барды в своих балладах воспевали битвы и пиры Одина и его товарищей; позднее поэты этого рода воспевали подвиги Дугласа, Перси и других героев Шотландии. Известны затем баллады о Робине Гуде, о прекрасной Розамунде, столь популярные в Англии и Шотландии, равно как и баллады о короле Эдуарде IV.
Из баллад не исторических замечательна баллада о детях в лесу, отданных дядей-опекуном двум разбойникам для того, чтобы они их убили. Литературную обработку баллад дал Роберт Бернс. Он мастерски воспроизводил старые шотландские предания. Образцовым произведением Бернса в этом роде признается «Песня о нищих» (переведена на русский язык). Вальтер Скотт, Соути, Кэмпбелл и некоторые другие первоклассные английские писатели также пользовались поэтической формой баллады. Вальтеру Скотту принадлежит баллада «Замок Смальгольм, или Иванов вечер», в переводе Василия Жуковского увлекавшая русских любителей романтизма. Слово баллада получило в Англии своеобразное значение, и стало применяться преимущественно к особому роду лирико-эпических стихотворений, которые были собраны Перси в Reliques of ancient English poetry (1765) и имели большое влияние на развитие не только английской, но и немецкой литературы. Поэтому слово «баллада» в Германии употребляется в том же смысле, то есть как обозначение стихотворений, написанных в характере старинных английских и шотландских народных песен.

### Франция
В XVII веке баллады писал знаменитый баснописец Лафонтен. Его баллады отличались простотой и остроумием; но писательница того же века Дезульер лишила балладу этих свойств. В глазах Буало, а затем Мольера баллада была чем-то устарелым и скучным.
Но независимо от такого строго выдержанного, со стороны формы, вида стихотворений, балладой весьма рано привыкли называть во Франции стихотворные пьесы, отличающиеся свободой формы и особенно ярким национальным характером содержания. Такова сохранившаяся до сих пор, как народная песня, баллада, рассказывающая об отчаянии дочери французского короля, принужденной выйти замуж за английского принца (дочь Карла VI была замужем за Генрихом V, королём Англии).
В более позднее время образцы свободной баллады мы встречаем у главы французских романтиков Виктора Гюго («La ballade de la nonne» и «Les deux archers») и у Жерара де Нерваля («La fiancèe fidèle» и «Saint Nicolas»).

### Германия
Содержание немецкой баллады также носит мрачный характер; действие развивается эпизодично, восполнение недостающих или связывающих сюжет баллады частей, предоставляется фантазии слушателей. В Германии баллада была особенно в моде в конце XVIII века и первой четверти XIX века, в период расцвета романтизма, когда появились баллады Бюргера, Уланда и Гейне. Из сочинений Гёте в этом жанре большой известностью пользовалась баллада «Лесной царь». В 1797 году Гёте и Шиллер провели состязание в написании баллад («год баллад»), дав таким образом толчок развитию жанра.

### Россия
Баллада появилась в русской литературе в начале XIX века, когда отжившие свой век традиции классицизма стали быстро падать под влиянием немецкой романтической поэзии. Первая русская баллада, и притом — оригинальная и по содержанию, и по форме — «Громвал» Гавриила Каменева (1772—1803). Но главнейшим представителем этого рода поэзии в русской литературе был Василий Жуковский (1783—1852), которому современники дали прозвище «балладника» (Константин Батюшков), и который сам в шутку называл себя «родителем на Руси немецкого романтизма и поэтическим дядькой чертей и ведьм немецких и английских». Первая его баллада «Людмила» (1808) переделана из «Леноры» Бюргера. Она произвела сильное впечатление на современников. «Было время, — говорит Виссарион Белинский, — когда эта баллада доставляла нам какое-то сладостно-страшное удовольствие, и чем более ужасала нас, тем с большей страстью мы её читали. Она коротка казалась нам во время оно, несмотря на свои 252 стиха». Жуковский перевёл лучшие баллады Шиллера, Гёте, Уланда, Цедлица, Соути, Мура, Скотта. Оригинальная его баллада «Светлана» (1813) была признана лучшим его произведением, так что критики и словесники того времени называли его «певцом Светланы».
Баллада как сюжетное стихотворное произведение представлено такими образцами, как «Песнь о вещем Олеге» Александра Пушкина. Ему принадлежат также баллады «Бесы» и «Утопленник», Михаилу Лермонтову — «Воздушный корабль» (из Цедлица); Якову Полонскому — «Солнце и месяц», «Лес» и др. Целые отделы баллад находим в стихотворениях графа Алексея Толстого (преимущественно — на древнерусские темы) и Афанасия Фета.

### Баллада как музыкальный жанр
Начиная с XVIII века распространились песни на тексты поэтических баллад. Образцы песенной баллады оставили видные представители австро-немецкого романтизма: Карл Лёве, Франц Шуберт (особенна знаменита его баллада «Лесной царь»), Роберт Шуман, Хуго Вольф. В России песенная баллада появилась в XIX веке под влиянием немецкой. Таковы, например, баллады Алексея Верстовского «Чёрная шаль» (на стихи Александра Пушкина), «Бедный певец» и «Ночной смотр» (на стихи Василия Жуковского), «Море» Александра Бородина, «Забытый» Модеста Мусоргского.
В опере «балладой» композиторы называли арию повествовательного характера (необязательно с романтическими коннотациями), например, баллада Сенты из оперы «Летучий голландец» Рихарда Вагнера, баллада Финна («Руслан и Людмила» Михаила Глинки), баллада Томского («Пиковая дама» Петра Чайковского).
Примерно с середины XIX века «балладой» композиторы-романтики стали называть и инструментальные пьесы повествовательно-картинного характера. Всемирную известность приобрели музыкальные баллады Фредерика Шопена. Инструментальные баллады также писали Ференц Лист, Иоганнес Брамс, Эдвард Григ. В XX веке образцы баллад можно встретить в сочинениях русских композиторов-традиционалистов, опиравшихся на романтическую эстетику XIX века (например, Соната-баллада для фортепиано Николая Метнера, Концерт-баллада для виолончели с оркестром Александра Глазунова, Симфония-баллада Николая Мясковского).

## Аудиопримеры
- Bailemos nós já todas на YouTube — Ensemble Alcatraz with Kitka & Angelorum: Cantigas de Amigo, Sono Luminus, 2000
- Bailemos nós já todas tres на YouTube — The Dufay Collective. Music For Alfonso The Wise, 2005, Harmonia Mundi HMU 907390, USA (contrafactum CSM 116)